# Sphoeroides dorsalis
Sphoeroides dorsalis is een  straalvinnige vissensoort uit de familie van kogelvissen (Tetraodontidae). De wetenschappelijke naam van de soort is voor het eerst geldig gepubliceerd in 1934 door Longley.